# Mount Munro
Der Mount Munro ist ein 715 Meter hoher Berg im Nordwesten der zum australischen Bundesstaat Tasmanien gehörenden Cape-Barren-Insel.
Er wurde vermutlich nach James Munro (1779 bis um 1845), einem früheren Sträfling, Seehundjäger und Strandläufer in der Bass-Straße, benannt. Dieser lebte vom Beginn der 1820er-Jahre für mehr als 20 Jahre auf der nahegelegenen Preservation-Insel, und das mit mehreren Frauen.
Die Cape-Barren-Insel ist heute ein Reservat für Aborigines.